# Статьи Конфедерации

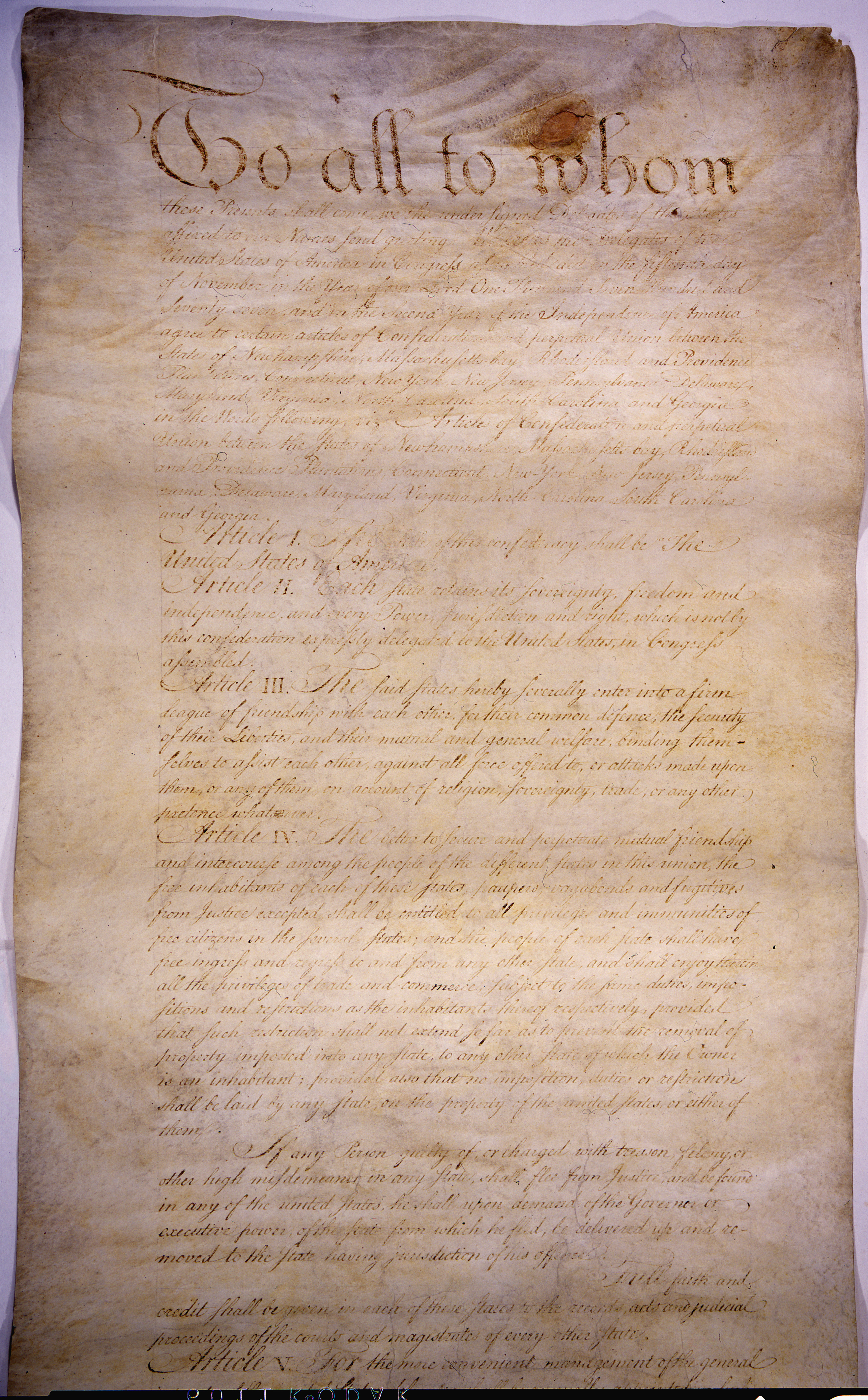
Первая страница Статей Конфедерации

Статьи Конфедерации и вечного союза (англ. Articles of Confederation and Perpetual Union) — первый конституционный документ США. Статьи Конфедерации были приняты на Втором континентальном конгрессе 15 ноября 1777 года в Йорке (Пенсильвания) и ратифицированы всеми тринадцатью штатами (последним это сделал Мэриленд 1 марта 1781 года). В Статьях Конфедерации устанавливались полномочия и органы власти Конфедерации. Согласно статьям, Конфедерация решала вопросы войны и мира, дипломатии, западных территорий, денежного обращения и государственных займов, в то время как остальные вопросы оставались за штатами. С ратификацией статей начался Конфедеративный период в истории США.
Очень скоро стало очевидно, что полномочия правительства Конфедерации были очень ограниченными (в частности, оно не имело полномочий по налогообложению), и это ослабляло единство нового государства. Другим крупным недостатком стало равное представительство от штатов в Конгрессе Конфедерации, что вызывало недовольство больших и густонаселённых штатов. Критика Статей Конфедерации и необходимость «образования более совершенного Союза» привели к принятию в 1787 году Конституции США, которая вступила в силу, заменив Статьи Конфедерации, 4 марта 1789 года.

## Предыстория
Движение за независимость североамериканских колоний от Британской империи начало набирать силу с середины XVIII века. В 1775 году началась Война за независимость США, после чего стало очевидно, что достичь независимости колонии смогут, только объединившись. Состоявшийся в том же году Второй континентальный конгресс включал представителей от тринадцати штатов, был главным органом власти колоний на протяжении всей войны (до создания Конгресса Конфедерации в 1781 году). Именно Второй Континентальный Конгресс принял Статьи Конфедерации и вынес их на ратификацию.

## Ратификация
Для вступления Статей в силу требовалась их ратификация всеми 13 штатами. Ратификация штатами происходила в следующем порядке:
- Виргиния — 16 декабря 1777;
- Южная Каролина — 5 февраля 1778;
- Нью-Йорк — 6 февраля 1778;
- Род-Айленд — 16 февраля 1778;
- Джорджия — 26 февраля 1778;
- Коннектикут — 27 февраля 1778;
- Нью-Гемпшир — 4 марта 1778;
- Пенсильвания — 5 марта 1778;
- Массачусетс — 10 марта 1778;
- Северная Каролина — 24 апреля 1778;
- Нью-Джерси — 20 ноября 1778;
- Делавэр — 1 февраля 1779;
- Мэриленд — 2 февраля 1781.

1 марта 1781 года состоялось подписание Статей делегацией Мэриленда, после чего они вступили в силу.

## Структура
Статьи Конфедерации были составлены на пяти страницах и состоят из преамбулы, тринадцати статей и списка подписей.
1. Название Конфедерации — «Соединённые Штаты Америки».
2. Устанавливается суверенитет штатов и гарантируются их полномочия в той части, в какой они не переданы Конфедерации.
3. Устанавливаются цели создания Конфедерации, штаты обязываются помогать друг другу.
4. Устанавливается свобода передвижения граждан штатов по Конфедерации и обязанность штатов экстрадировать преступников.
5. Принцип «один штат имеет один голос в Конгрессе» и порядок назначения представителей в Конгресс (представителей определяют легислатуры штатов, каждый штат должен иметь не менее 2 и не более 7 представителей в Конгрессе, одно лицо не может быть представителем более трёх из каждых шести лет).
6. Международные отношения являются исключительной компетенцией Конфедерации, штатам запрещается иметь собственные вооружённые силы (за исключением ополчения) и военный флот без разрешения Конгресса.
7. Порядок присвоения военных званий во время войны (звания ниже полковника присваивают легислатуры штатов).
8. Расходы Конфедерации оплачиваются из сборов, установленных легислатурами штатов и распределённых по штатам пропорционально стоимости земли в штатах.
9. Полномочия Конфедерации: объявление войны, стандартизация мер и весов (включая денежное обращение), рассмотрение споров между штатами.
10. Комитет штатов — орган, исполняющий обязанности правительства в перерывах между сессиями Конгресса.
11. Устанавливается порядок принятия нового члена (Канада (современная провинция Квебек) принимается по умолчанию, в остальных случаях требуется одобрение девяти штатов).
12. Подтверждение обязательств, принятых на себя Соединёнными Штатами до утверждения Статей Конфедерации.
13. Порядок изменения Статей — изменения должны быть одобрены всеми штатами.

## Оригинальный текст

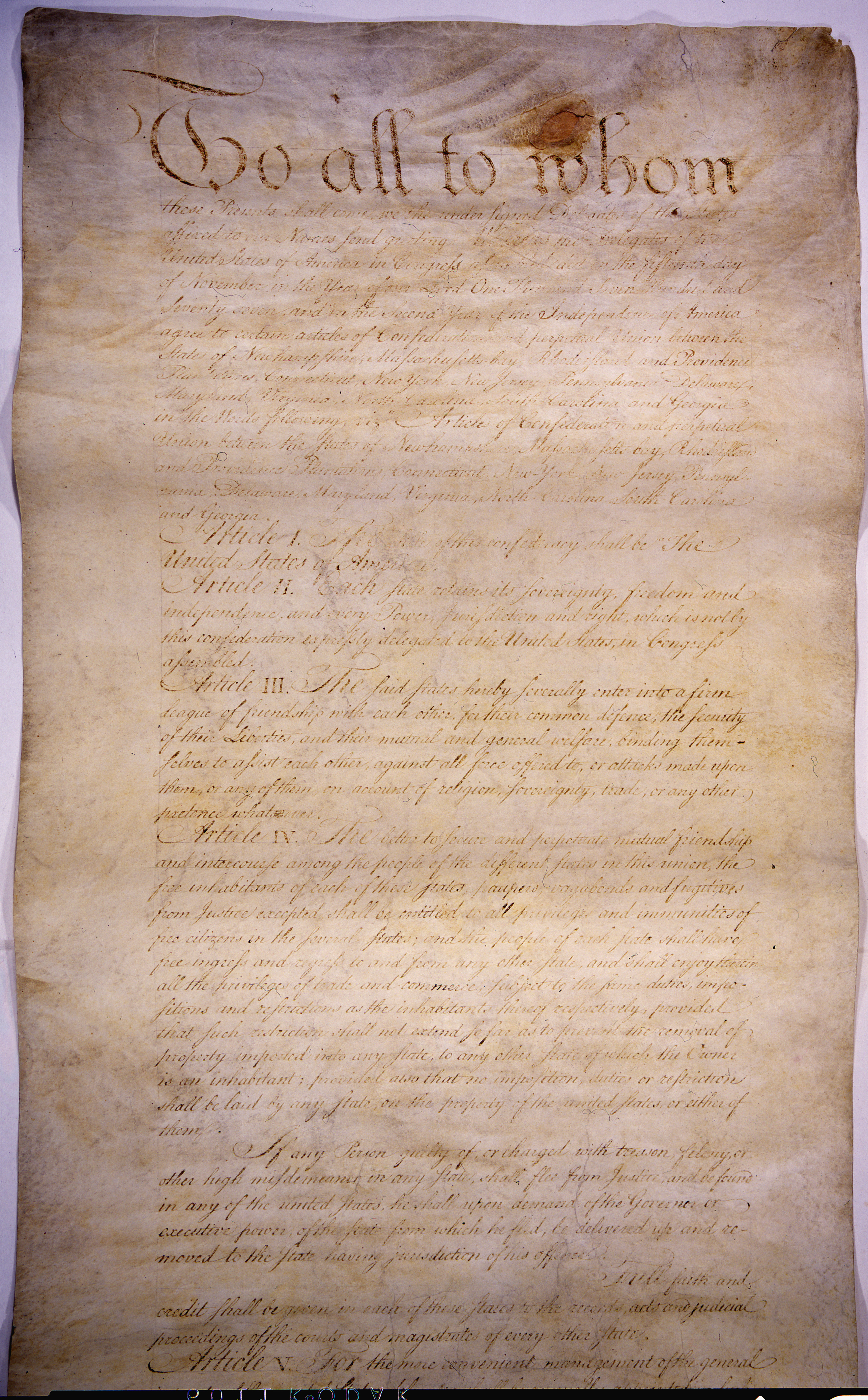
Страница 1
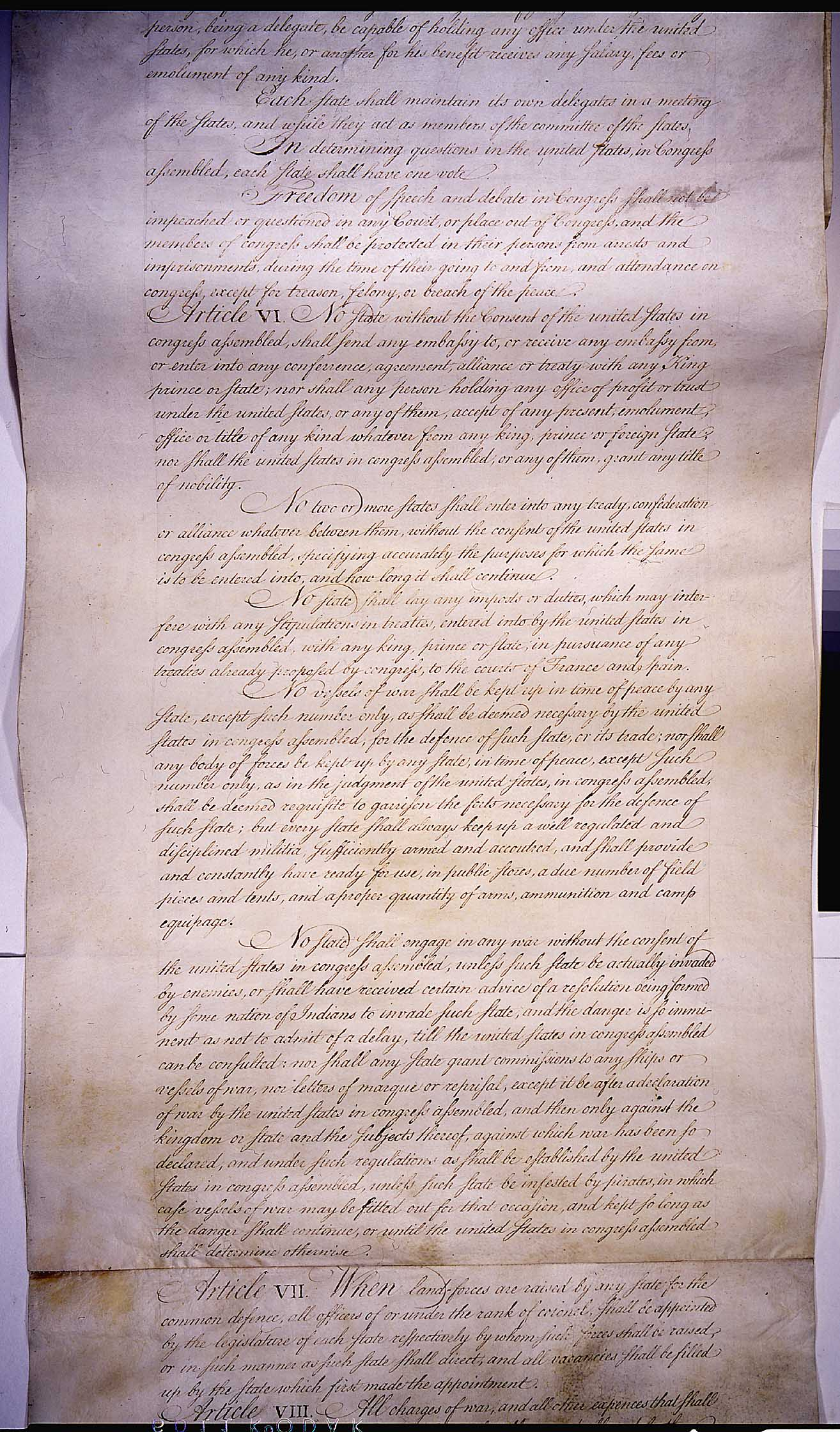
Страница 2
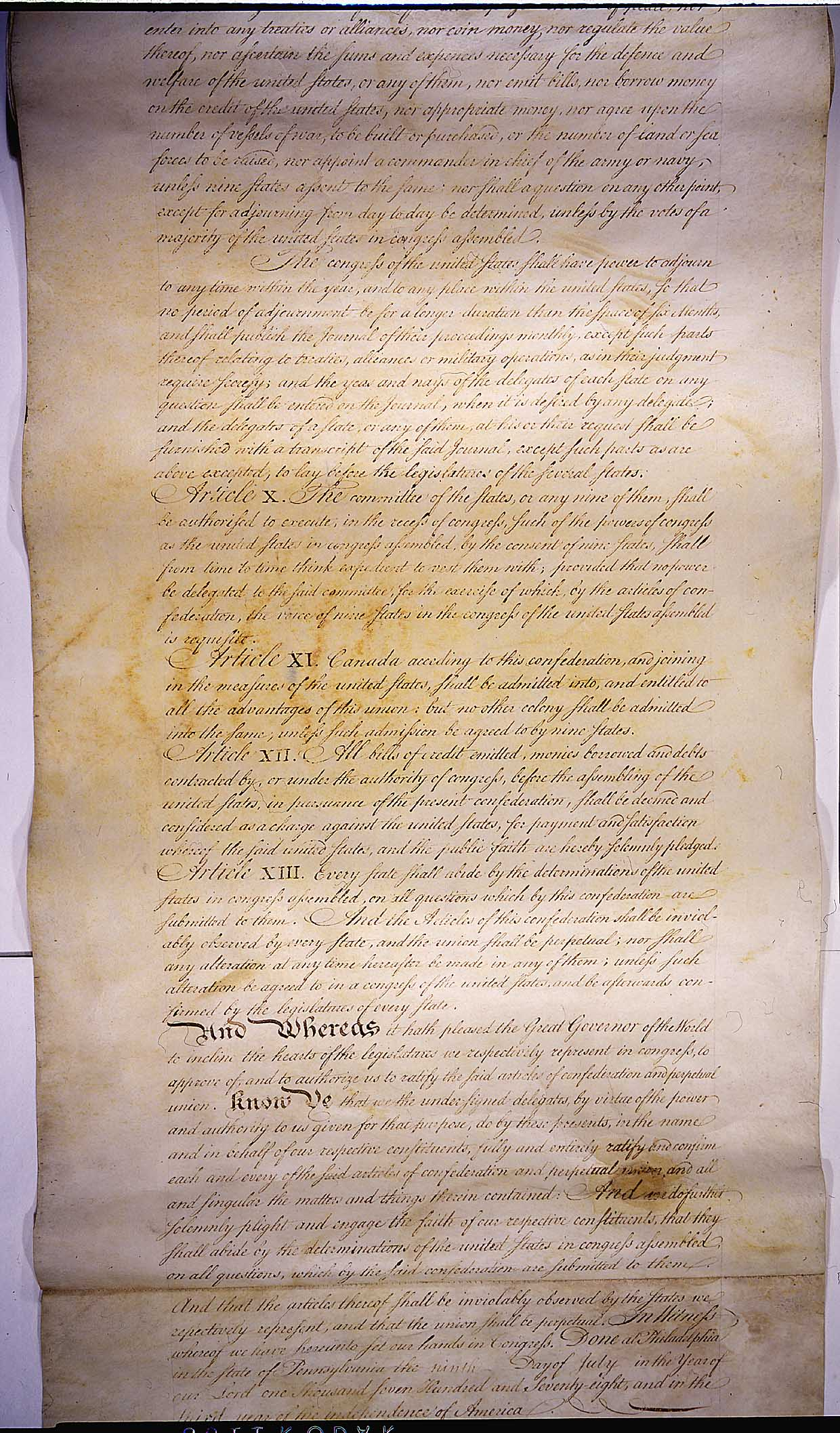
Страница 3
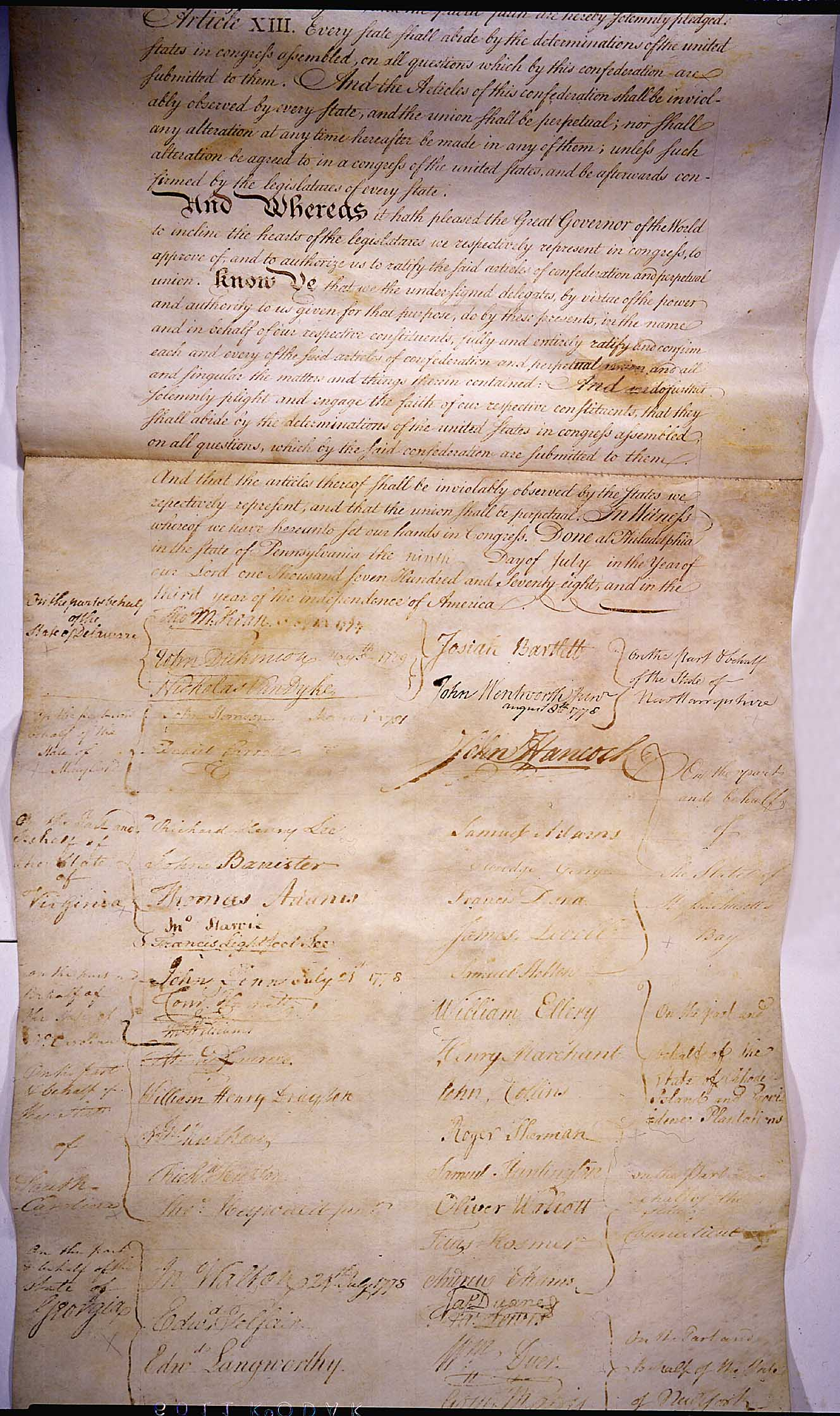
Страница 4
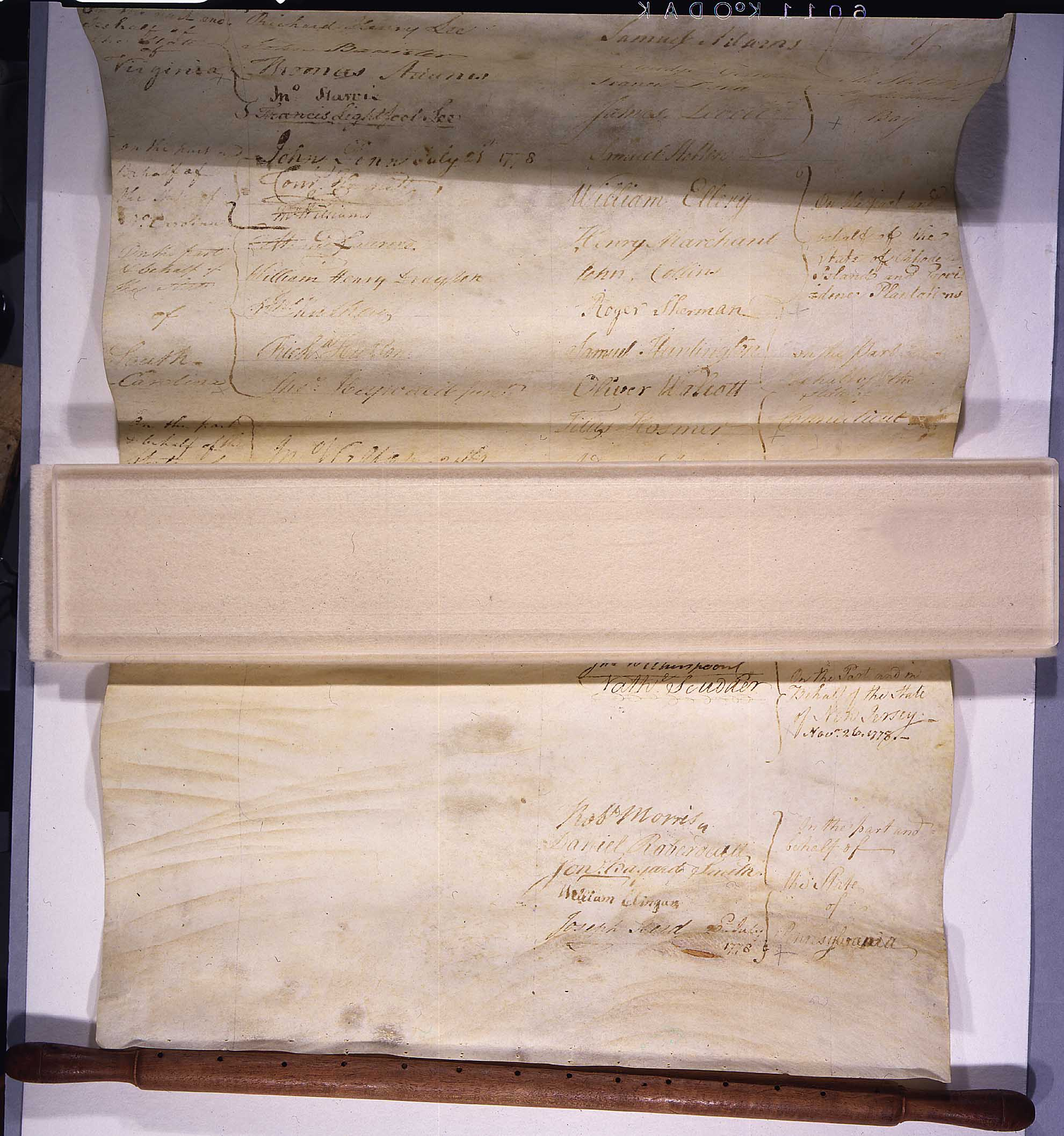
Страница 5